# الدوري الفيكتوري الممتاز 2012
الدوري الفيكتوري الممتاز 2012 هو موسم من الدوري الفيكتوري الممتاز ‏. فاز فيه Dandenong Thunder SC ‏.